# Gerrard Winstanley
Gerrard Winstanley (* 1609 in Wigan, Lancashire; † 10. September 1676 in London) war ein protestantischer Reformer und politischer Aktivist in England. Er führte zur Zeit des Protektorats (1649–1658) von Oliver Cromwell die Gruppe der True Levellers („wahre Gleichmacher“) an, die von Unterstützern wie Gegnern Diggers genannt wurden. Sie besetzten und bearbeiteten öffentliche Ländereien und verteilten die Erträge kostenlos an Bedürftige, um mit ihrer Arbeit für eine umfassende Landreform und das Gemeineigentum zu werben. Diesen Frühkommunismus begründete Winstanley ausschließlich aus der Bibel heraus.

## Leben
Winstanley wurde als Sohn eines Krämers geboren. Er zog als Jugendlicher nach London und erlernte dort das Handwerk des Schneiders. Als Mitglied der Schneidergilde machte er sich 1635 selbstständig; doch im englischen Bürgerkrieg 1648 ging sein Geschäft bankrott. Daraufhin zog er nach Cobham nah seiner Heimat und arbeitete dort als Viehhirte. In dieser Zeit durchlebte er eine intensive religiöse Suche, bei der er sich vorübergehend den Baptisten anschloss. Durch eigenes Bibelstudium und Erlebnisse, die er „Visionen des inneren Lichtes“ nannte, gewann er seine Überzeugungen.
Aufgrund einer solchen Vision besetzte er nach Cromwells Sieg über Karl I. (1649) mit zunächst nur zwölf Freunden – meist arbeits- und besitzlosen Veteranen der New Model Army – brachliegendes Land in Surrey, um es gemeinsam zu kultivieren. Sie nannten sich True Levellers im Gegensatz zu den Levellers („Gleichmachern“) unter Führung von John Lilburne: Diese strebten nicht das Gemeineigentum, sondern nur das individuelle Recht des Bodenerwerbs für jeden Bürger an, der es sich leisten konnte. Die True Levellers griffen aber bewusst kein Privateigentum an, sondern besetzten nur unkultiviertes und gemeinfreies Land und verteilten ihre Ernte, ohne etwas dafür zu verlangen. Ihr Beispiel fand rasch etwa 50 Nachahmer in Buckinghamshire, Kent und Northamptonshire.
Einige örtliche Landbesitzer, die um ihre Gewinne fürchteten, versuchten die Landbesetzer zu vertreiben. Nachdem dies misslang, zeigten sie den Fall in London an. Auf ihr Betreiben ordnete der oberste Richter Lord Fairfax 1650 an, die „Diggers“ zu schlagen, ihre Ernte und Werkzeuge zu zerstören. Dies geschah; damit endete das Experiment nach nur 90 Tagen.
Nach vorübergehender Haft schloss sich Winstanley 1660 in Cobham den Quäkern (engl. Society of Friends, „Gesellschaft der Freunde“) an. Auch sein früherer Gegner John Lilburne, der lebenslang eingekerkert worden war, wurde in seiner Gefangenschaft Mitglied dieser damals neuen Religionsgemeinschaft.
Über die Spätzeit Winstanleys ist wenig bekannt. Man vermutet, dass er wieder in London als Kleiderhändler arbeitete, wo er 1676 starb.

## Werk
Der frühe kurzlebige Versuch einer christlichen Landkommune wurde der Nachwelt nur durch Winstanleys Veröffentlichungen bekannt. Er entwickelte in seinen Schriften einen agrarischen Kommunismus, den er ausschließlich theologisch mit der Bibel begründete: offenbar ohne Kenntnis früherer Reformatoren wie John Wyclif oder Jan Hus, die ähnliche Ideen vertreten hatten.
1649 publizierte Winstanley einen ersten großen Traktat über seine Anschauungen: Das neue Gesetz der Gerechtigkeit. Darin bezog er sich auf die Schöpfungsgeschichte des „Alten“ und die Apostelgeschichte des „Neuen Bundes“, vor allem auf Apg 2,44f :
Alle aber, die gläubig geworden waren, waren beieinander und hatten alle Dinge gemeinsam. Auch verkauften sie Güter und Habe und teilten sie aus unter alle, je nachdem einer in Not war.
Er sah diese Beschreibung der Jerusalemer Urgemeinde als Auftrag an die Politik und versuchte sie beispielhaft in seiner Heimatgegend zu realisieren. Er begründete dies mit dem ursprünglichen Willen des Schöpfers:
Am Anfang der Zeit schuf Gott die Erde. Kein einziges Wort wurde anfangs davon gesagt, dass ein Zweig der Menschheit über einen anderen herrschen solle. Aber selbstsüchtige Einbildungen stellten einen Mann lehrend und herrschend über einen anderen.
Dass alle Menschen ohne Vorrechte von derselben Art abstammten, fand Winstanley auch im 1. Buch Samuel (z. B. 1 Sam 8) und bei Paulus von Tarsus bestätigt, etwa in Gal 3,28 :
Hier ist nicht Jude noch Grieche, nicht Knecht noch Freier, nicht Mann noch Weib; denn ihr seid alle Einer in Christus Jesus.
Diese Stelle kommentierte Winstanley so: Gott beurteile den Einzelnen nicht nach sozialen, nationalen oder geschlechtsspezifischen Unterschieden, sondern wolle deren Aufhebung.
Von diesen und ähnlichen Bibeltexten aus forderte er die Abschaffung von Grundbesitz und Adelsherrschaft. Er verstand die gewaltlose „Landnahme“ der Besitzlosen, das gemeinsame Bewirtschaften des Bodens und kostenlose Verteilen der Erträge als eigentliche Vollendung der Befreiung der englischen Nation vom „normannischen Joch“ des Königtums und der Leibeigenschaft, die er als importierte Unterdrückung ansah. Dies wurde später „Kommunismus“ genannt.
Dabei griff Winstanley auf eine Feudalismuskritik zurück, die in England spätestens seit dem Bauernaufstand von 1381 unter Führung von Wat Tyler Tradition hatte. Schon damals kursierte im Volksmund der Spruch:

„Als Adam flocht und Eva spann, wer war dann der Adelsmann?“

Winstanley hielt auch nach der gewaltsamen Vertreibung der True Levellers an seiner visionären Idee der Neuverteilung des Landes fest und publizierte 1652 einen zweiten Traktat: Das neue Gesetz der Freiheit. Darin argumentierte er wiederum auf biblischer Basis für eine Gesellschaft ohne Eigentum und Löhne und sprach die Adeligen direkt an:

„Die Macht, Land einzugrenzen und Boden zu besitzen, wurde von euren Vorfahren mit dem Schwert in die Schöpfung gebracht. Dieses ermordete zuerst ihre Mitgeschöpfe, Menschen, und plünderte oder raubte ihnen sodann ihr Land. Sie hinterließen es erfolgreich euch, ihren Kindern. Und darum, obwohl ihr nicht tötet oder stehlt, haltet ihr dennoch diese verbrecherische Sache in euren Händen mit der Macht des Schwertes. Und damit rechtfertigt ihr die gemeinen Taten eurer Väter; und diese Sünde eurer Väter wird an euren Häuptern und denen eurer Kinder heimgesucht werden bis in die dritte oder vierte Generation und länger: solange, bis eure blutige und räuberische Macht von diesem Land ausgerottet sein wird.“

## Wirkung

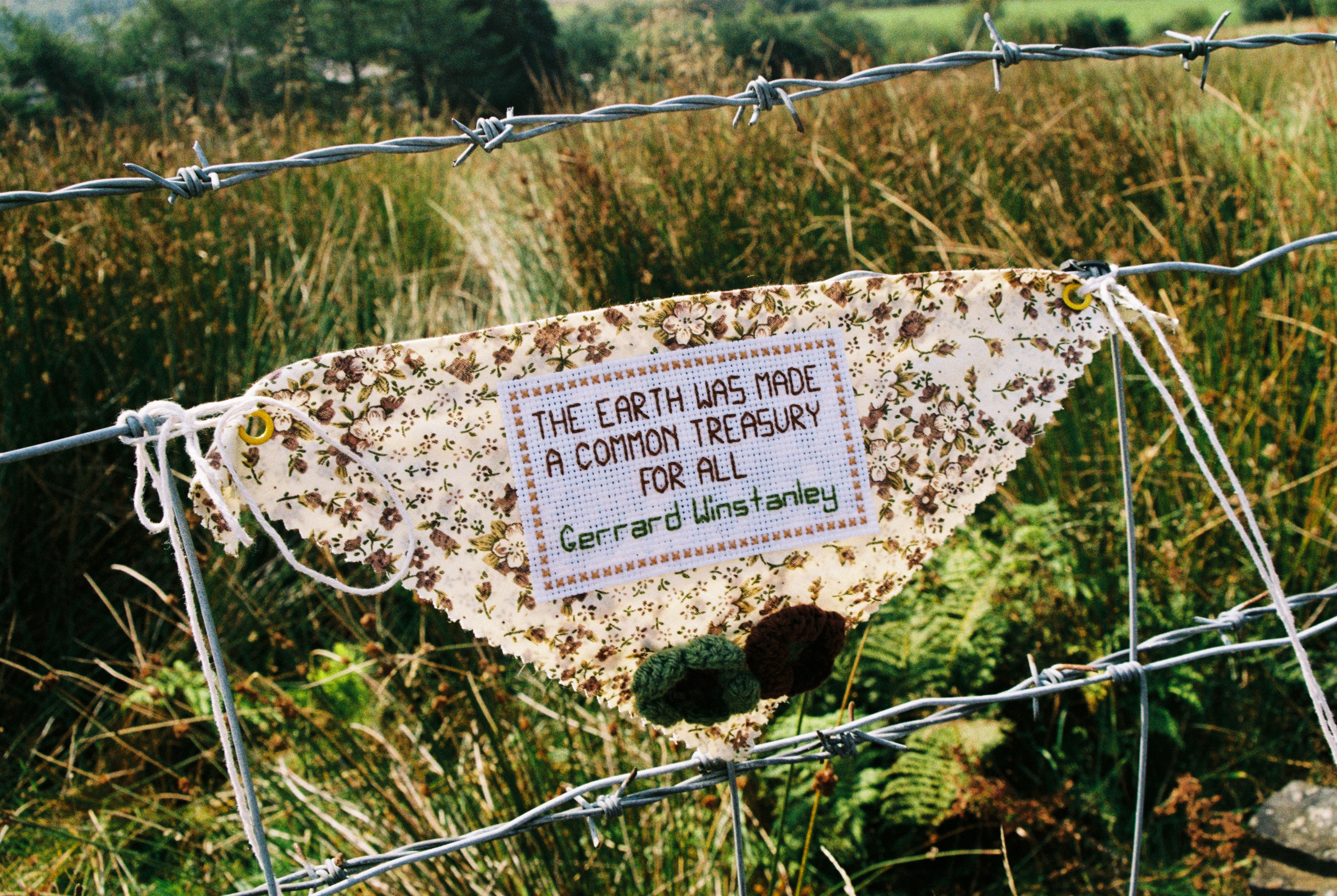
Gerrard Winstanley: „Die Erde ist eine Schatzkammer, die allen gehört.“

Das Vorbild der Diggers wurde von US-amerikanischen Künstlern in San Francisco wiederentdeckt. Es inspirierte in den frühen 1960er Jahren viele kalifornische Landkommunen, aber auch die anarchistische Gegenkultur in den Städten, die etwa kostenlose Nahrung für Obdachlose verteilten und ihnen medizinische Versorgung schenkten. Es wird nicht nur im Marxismus, sondern auch in der Kirchengeschichte als erster frühneuzeitlicher Versuch eines libertären Kommunismus gewürdigt.
Der britische Autor David Caute (* 1936) veröffentlichte 1961 den Roman „Comrade Jabob“, der sich mit Winstanleys Zeit als „Digger“ in der Heide von Cobham befasst. Kevin Brownlow und Andrew Mollo verfilmten eine Adaption des Romans und brachten den Film (Titel „Winstanley“) 1975 in die Kinos. Im Jahr 1988 verwendete die britische Band Chumbawamba einen Text Winstanleys („The Diggers’ Song“) für einen Song auf ihrem Album „English Rebel Songs 1381-1914“. Auch der 2009 erschienene Roman „Unter der Asche“ von Tom Finnek hat Gerrard Winstanley als einen seiner Protagonisten.
Der britische Aktivist und Autor Richard Reynolds schrieb 2009 in einem Manifest, Winstanleys Landnahme von 1649 sei die früheste Aktion gewesen, die man „als Guerilla Gardening bezeichnen“ könnte.

## Schriften
- A letter to the Lord Fairfax, and his Councell of VVar, with divers questions to the lawyers, and ministers: proving it an undeniable equity, that the common people ought to dig, plow, plant and dwell upon the commons, without hiring them, or paying rent to any. Delivered to the Generall and the chief officers on Saturday June 9. / By Jerrard Winstanly, in the behalf of those who have begun to dig upon George-Hill in Surrey. Surrey 1649. (Oxford Text Archive)
- The Law of Freedom in a Platform. 1652. (Digitalisat)
- Gleichheit im Reiche der Freiheit. Sozialphilosophische Pamphlete und Traktate. Auswahl (= Fischer-Taschenbücher. 4393). Herausgegeben und mit einem Anhang versehen von Hermann Klenner. Aus dem Englischen übertragen von Klaus Udo Szudra. Fischer-Taschenbuch-Verlag, Frankfurt am Main 1988, ISBN 3-596-24393-9.
- Thomas N. Corns, Ann Hughes, David Loewenstein (Hrsg.): The complete works of Gerrard Winstanley. 2 Bände. Oxford University Press, Oxford u. a. 2009, ISBN 978-0-19-957606-7.